# Třída Gen. Frank S. Besson
Třída Gen. Frank S. Besson je třída logistických podpůrných lodí transportní služby americké armády. Celkem bylo postaveno osm jednotek této třídy. Filipínské námořnictvo provozuje dvě jednotky modifikované třídy Bacolod City.

## Stavba
Celkem bylo loděnicí VT Halter Marine postaveno osm jednotek této třídy, které byly do služby přijaty v letech 1988-2006.
Jednotky třídy Gen. Frank S. Besson:
| Jméno                                  | Spuštěna | Vstup do služby | Status  |
| -------------------------------------- | -------- | --------------- | ------- |
| Gen. Frank S. Besson (LSV-1)           |          |                 | aktivní |
| CW 3 Harold C. Clinger (LSV-2)         |          |                 | aktivní |
| General Brehon B. Somervell (LSV-3)    |          |                 | aktivní |
| Lt. General William B. Bunker (LSV-4)  |          |                 | aktivní |
| Major General Charles P. Gross (LSV-5) |          |                 | aktivní |
| Specialist 4 James A. Loux (LSV-6)     |          |                 | aktivní |
| SSGT Robert T. Kuroda (LSV-7)          | 2003     | červenec 2005   | aktivní |
| Major General Robert Smalls (LSV-8)    | 2004     | červen 2006     | aktivní |

## Konstrukce

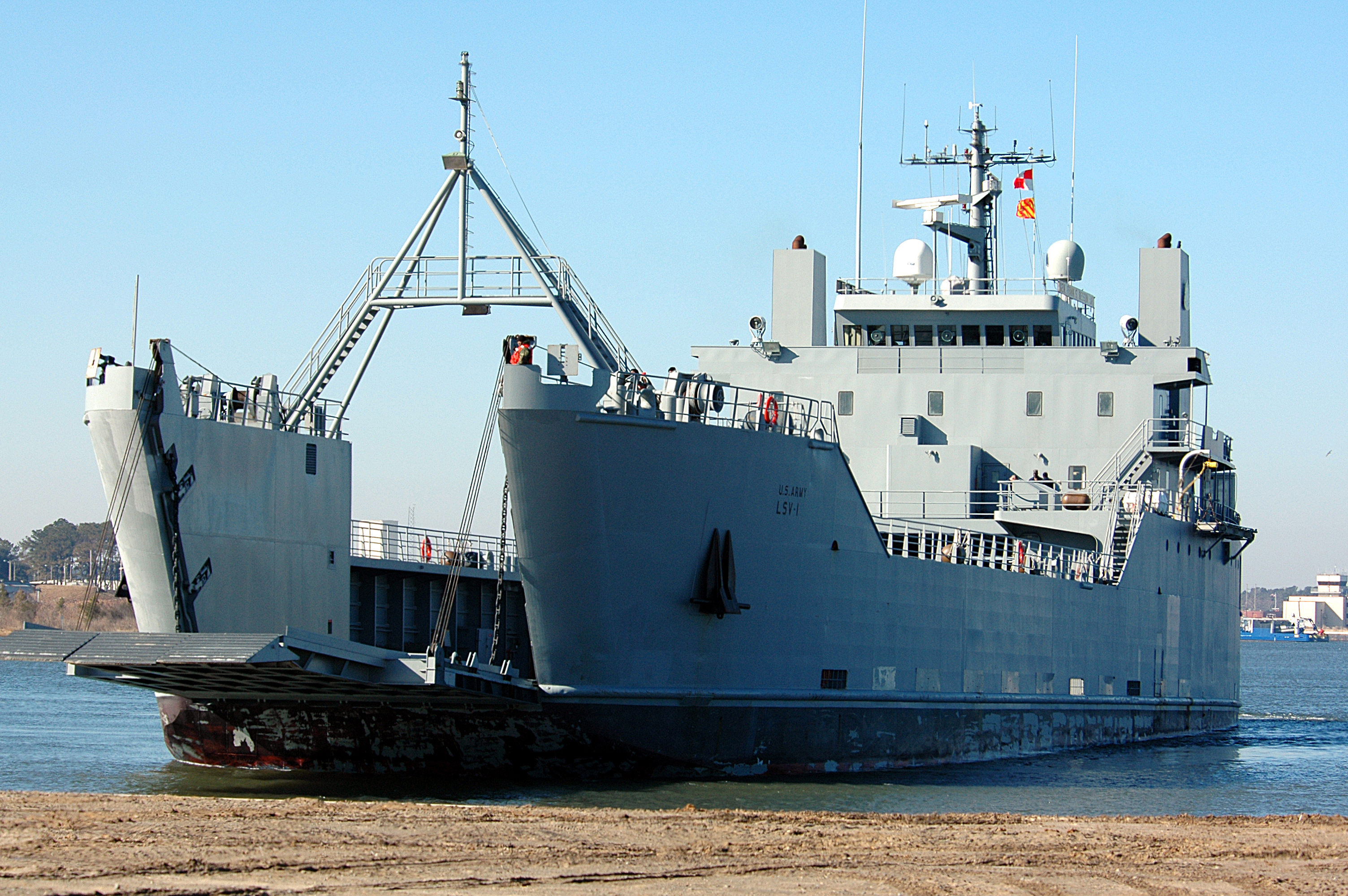
Gen. Frank S. Besson (LSV-1)

Plavidla jsou vybavena příďovou a záďovou rampou, která je schopna unést i hlavní bojový tank M1 Abrams. Dle typu mise mohou nést 900–2000 tun nákladu (kapalný i pevný náklad, vozidla, kontejnery atd.), nebo 150 vojáků. Pohonný systém tvoří dva diesely. Nejvyšší rychlost dosahuje 12 uzlů.